# Boloria sabaudiensis
Boloria sabaudiensis är en fjärilsart som beskrevs av Crosson du Cormier och Félix Édouard Guérin-Méneville 1964. Boloria sabaudiensis ingår i släktet Boloria och familjen praktfjärilar. Inga underarter finns listade i Catalogue of Life.